# Československá hokejová liga 1960/1961
18. ročník československé hokejové ligy 1960/61 se hrál pod názvem I. liga.

## Herní systém
12 účastníků hrálo v jedné skupině. V tomto ročníku došlo k významné změně herního systému - zvýšil se počet utkání. Účastníci hráli nejprve dvoukolově systémem každý s každým, pak byli rozděleni podle umístění na 2 skupiny (o 1. - 6. místo a o 7. - 12. místo). V obou skupinách se hrálo dvoukolově každý s každým o titul, resp. o udržení. Výsledky z prvních dvou vzájemných zápasů se započítávaly. Sestoupila mužstva Spartak Brno ZJŠ a TJ Gottwaldov.

## Pořadí po základní části
| Poř. | Tým                     | Zápasy | Výhry | Remízy | Porážky | Skóre  | Body |
| ---- | ----------------------- | ------ | ----- | ------ | ------- | ------ | ---- |
| 1.   | Rudá hvězda Brno        | 22     | 17    | 1      | 4       | 123:59 | 35   |
| 2.   | Slovan Bratislava       | 22     | 15    | 1      | 6       | 114:63 | 31   |
| 3.   | Spartak Praha Sokolovo  | 22     | 11    | 3      | 8       | 101:73 | 25   |
| 4.   | SONP Kladno             | 22     | 10    | 4      | 8       | 106:84 | 24   |
| 5.   | Tesla Pardubice         | 22     | 11    | 1      | 10      | 81:73  | 23   |
| 6.   | Dukla Jihlava           | 22     | 10    | 3      | 9       | 86:98  | 23   |
| 7.   | Spartak Plzeň           | 22     | 10    | 2      | 10      | 95:90  | 22   |
| 8.   | SZ Litvínov             | 22     | 9     | 4      | 9       | 84:101 | 22   |
| 9.   | Slavoj České Budějovice | 22     | 7     | 5      | 11      | 69:93  | 19   |
| 10.  | VTŽ Chomutov            | 22     | 8     | 2      | 12      | 76:101 | 18   |
| 11.  | Spartak Brno ZJŠ        | 22     | 7     | 2      | 13      | 62:78  | 16   |
| 12.  | TJ Gottwaldov           | 22     | 2     | 2      | 18      | 44:138 | 6    |

## Skupina o 1. - 6. místo
| Poř. | Tým                    | Zápasy | Výhry | Remízy | Porážky | Skóre   | Body |
| ---- | ---------------------- | ------ | ----- | ------ | ------- | ------- | ---- |
| 1.   | Rudá hvězda Brno       | 32     | 22    | 1      | 9       | 158:94  | 45   |
| 2.   | Slovan Bratislava      | 32     | 20    | 2      | 10      | 161:108 | 42   |
| 3.   | Spartak Praha Sokolovo | 32     | 19    | 3      | 10      | 159:97  | 41   |
| 4.   | Dukla Jihlava          | 32     | 14    | 4      | 14      | 123:124 | 32   |
| 5.   | Tesla Pardubice        | 32     | 15    | 1      | 16      | 109:119 | 31   |
| 6.   | SONP Kladno            | 32     | 13    | 4      | 15      | 141:138 | 30   |

## Skupina o 7. - 12. místo
| Poř. | Tým                     | Zápasy | Výhry | Remízy | Porážky | Skóre   | Body |
| ---- | ----------------------- | ------ | ----- | ------ | ------- | ------- | ---- |
| 7.   | Spartak Plzeň           | 32     | 18    | 2      | 12      | 144:117 | 38   |
| 8.   | VTŽ Chomutov            | 32     | 14    | 5      | 13      | 131:128 | 33   |
| 9.   | SZ Litvínov             | 32     | 13    | 4      | 15      | 124:147 | 30   |
| 10.  | Slavoj České Budějovice | 32     | 10    | 6      | 16      | 95:136  | 26   |
| 11.  | Spartak Brno ZJŠ        | 32     | 9     | 4      | 19      | 95:129  | 22   |
| 12.  | TJ Gottwaldov           | 32     | 5     | 4      | 23      | 78:181  | 14   |

## Nejlepší střelci
- Jozef Golonka (Slovan Bratislava) – 35 gólů
- Václav Pantůček (Rudá hvězda Brno) – 35 gólů
- Josef Vimmer (SONP Kladno) – 30 gólů
- Ján Starší (Slovan Bratislava) – 29 gólů
- Jiří Dolana (Tesla Pardubice) – 27 gólů
- Zdeněk Haber (Spartak Plzeň) – 26 gólů
- Vlastimil Bubník (Rudá hvězda Brno) – 25 gólů
- Jiří Pokorný (Spartak Praha Sokolovo) – 25 gólů
- Jaroslav Jiřík (SONP Kladno) – 23 gólů
- Josef Bárta (Slovan Bratislava) – 22 gólů
- Jan Klapáč (Dukla Jihlava) – 22 gólů

## Soupisky mužstev

### Rudá hvězda Brno
Vladimír Nadrchal (25/2,52),
Karel Ševčík (12/1,00) –
Jiří Andrt (25/0/1/20),
František Mašlaň (32/4/5/44),
Ladislav Olejník (32/5/9/-),
Rudolf Potsch (31/15/16/22) –
Slavomír Bartoň (26/12/4/2),
Vlastimil Bubník (27/25/18/14),
Josef Černý (26/10/12/28),
Bronislav Danda (26/9/19/16),
Václav Pantůček (32/35/16/-),
Rudolf Scheuer (32/12/14/-),
Karel Skopal (32/4/15/-),
Vladimír Šubrt (10/1/1/0),
Karel Šůna (18/5/2/8),
František Vaněk (32/9/17/24),
Ivo Winkler(32/12/3/-) –
trenéři Vladimír Bouzek a Slavomír Bartoň (vedl letní přípravu)

### CHZ Litvínov
Josef Bruk (21/4,05),
Bohuslav Křepelka (21/2,96) -
František Dům (29/3/1/-),
Ivan Kalina (30/2/3/-),
Vladimír Kýhos (31/4/5/-),
Jaroslav Piskač (24/1/1/-) -
Vlastimil Galina (30/16/4/-),
Jan Hroch (18/3/6/-),
Jaromír Hudec (31/7/9/-),
Miroslav Kluc (31/21/5/-),
Petr Mokrý (23/7/8/-),
Zdeněk Nádvorník (21/10/0/-),
Miroslav Říha (25/7/4/-),
Ladislav Štěrba (32/5/7/-),
Jaroslav Walter (32/20/12/-),
Jiří Zíma (27/5/4/-),
Zdeněk Zíma (27/10/13/-)

### TJ Gottwaldov
Bedřich Baroš (13/5,61/83,3/-),
František Vyoral (31/5,67/88,3/-) -
Miroslav Bezouška (27/1/1/2/34),
Jan Blažek (1/0/0/0/0),
Zdeněk Černý (25/5/2/7/12),
Jaroslav Heller (32/5/2/7/18),
Milan Charous (11/2/0/2/11),
Stanislav Kozel (24/1/1/2/12),
Bohumil Kožela (29/1/1/2/12) -
Jaroslav Bořuta (21/2/1/3/4),
Vojtěch Číž (3/0/1/1/0),
Karel Heim (30/13/5/18/16),
Václav Karlík (31/4/4/8/18),
Stanislav Konečný (32/6/3/9/12),
Josef Kožela (23/1/3/4/8),
Jiří Matějů (30/8/6/14/22),
Miroslav Pavelka (25/2/2/4/12),
Rudolf Rabetz (27/9/2/11/6),
Jaroslav Stuchlík (32/11/13/24/20),
Miroslav Vaďura (19/8/1/9/8) -
trenér Vítězslav Nováček

## Kvalifikace o 1. ligu
Do nejvyšší soutěže postoupili vítězové obou skupin 2. ligy – VTJ Dukla Litoměřice a TJ VŽKG Ostrava.

## Zajímavosti
- Od tohoto ročníku uplatňována změna v pravidlech: při dvouminutovém vyloučení znamenajícím oslabení se vyloučený hráč v případě, že jeho mužstvo obdrželo gól, vrací do hry (až dosud platilo, že musel odpykat celý trest).
- Nejvyšší výsledek: Spartak Praha Sokolovo - Slovan Bratislava 17:3